# Alestopetersius bifasciatus
Alestopetersius bifasciatus е вид лъчеперка от семейство Alestidae. Видът е незастрашен от изчезване.

## Разпространение
Разпространен е в Демократична република Конго.

## Описание
На дължина достигат до 5,7 cm.